# Arrondissement d'Ammerland
L'arrondissement d'Ammerland est un arrondissement  ("Landkreis" en allemand) de Basse-Saxe  (Allemagne).
Son chef-lieu est Westerstede.

## Villes, communes et communautés d'administration
(nombre d'habitants en 2006)
| Commune            | Habitants (30 juin 2006) |
| Bad Zwischenahn    | 27 131                   |
| Westerstede, ville | 22 088                   |
| Edewecht           | 20 930                   |
| Rastede            | 20 466                   |
| Wiefelstede        | 14 703                   |
| Apen               | 10 996                   |